# Course en ligne masculine des moins de 23 ans aux championnats du monde de cyclisme sur route 2023
La course en ligne masculine des moins de 23 ans aux championnats du monde de cyclisme sur route 2023 a lieu le 12 août 2023 sur 168,4 kilomètres entre Balloch et Glasgow, au Royaume-Uni.
Le cycliste français Axel Laurance remporte la course après un  raid en solitaire de 25 kilomètres.

## Classement
| Rang                               | Cycliste          | Pays            | Temps             |
| ---------------------------------- | ----------------- | --------------- | ----------------- |
| Médaille d'or, Coupe du Monde      | Axel Laurance     | France          | en 4 h 4 min 58 s |
| Médaille d'argent, Coupe du Monde  | António Morgado   | Portugal        | + 2 s             |
| Médaille de bronze, Coupe du Monde | Martin Svrček     | Slovaquie       | + 2 s             |
| 4                                  | Jack Rootkin-Gray | Grande-Bretagne | + 2 s             |
| 5                                  | Lorenzo Milesi    | Italie          | + 2 s             |
| 6                                  | Moritz Kretschy   | Allemagne       | + 9 s             |
| 7                                  | Alec Segaert      | Belgique        | + 1 min 1 s       |
| 8                                  | Iván Romeo        | Espagne         | + 1 min 1 s       |
| 9                                  | Max Walker        | Grande-Bretagne | + 1 min 3 s       |
| 10                                 | Pierre Gautherat  | France          | + 1 min 41 s      |